# Fayence-Kachelofen (Isny im Allgäu)

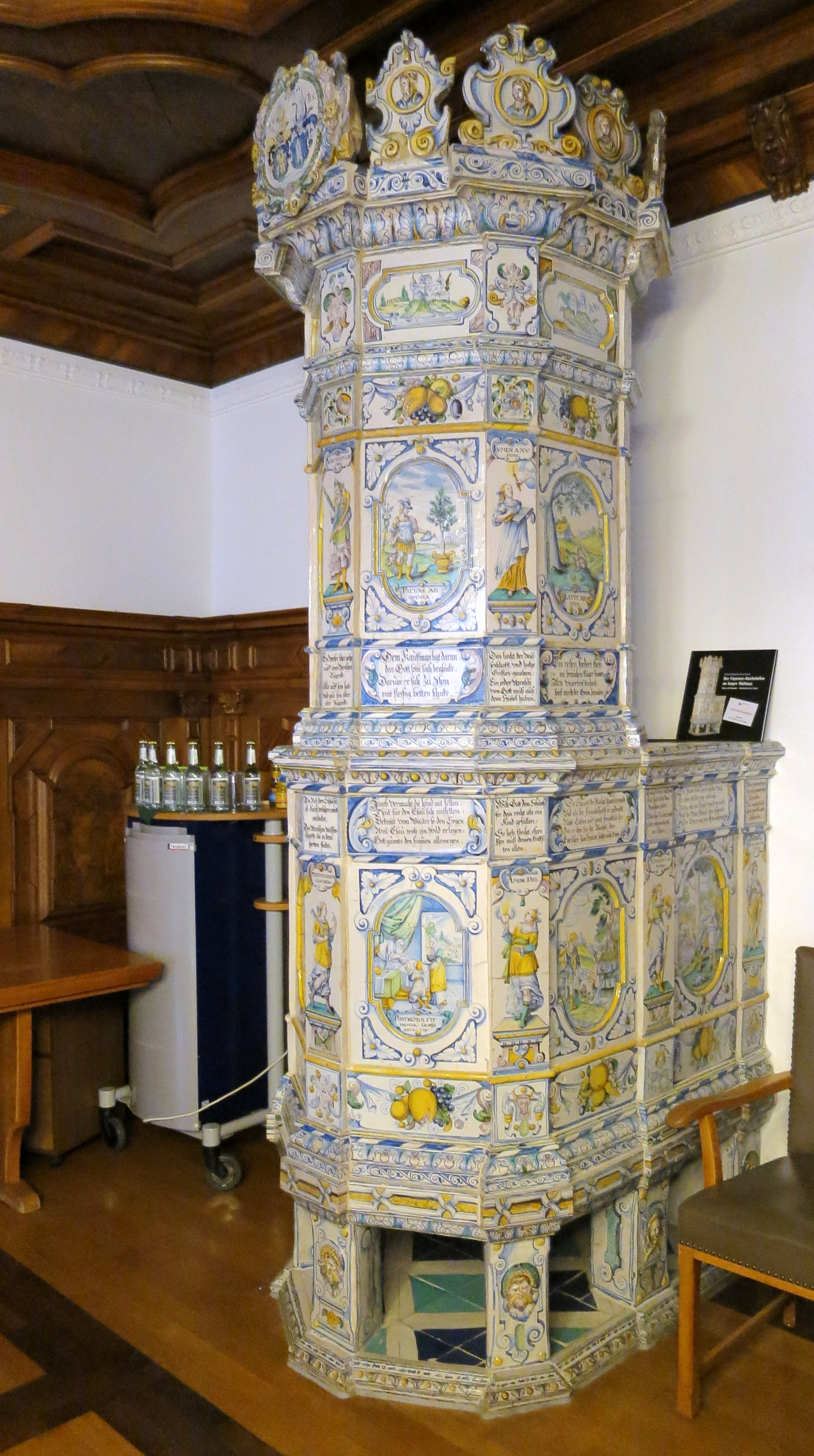
Der Fayence-Kachelofen im historischen Sitzungssaal des Isnyer Rathauses

Der Fayence-Kachelofen aus dem Jahr 1685 steht im historischen Sitzungssaal des Rathauses von Isny, einer ehemaligen Reichsstadt, die heute zum baden-württembergischen Landkreis Ravensburg gehört. Er ist einer der wenigen erhaltenen Winterthurer Kachelöfen des 17. und 18. Jahrhunderts, die auf die Ofenbauerdynastie der Familie Pfau zurückgehen. Auch ist er einzigartig, da er seit seiner Erbauung unverändert am selben Platz steht. Im Patrizierhaus – das Gebäude wurde erst 1733 von der Stadt gekauft und später als Rathaus genutzt – gibt er mit seinen Spruchkacheln Einblicke in die Wertevorstellungen eines damaligen christlichen Kaufmanns.

## Geschichte

### Ofen aus Winterthur
Inspiriert von der italienischen Majolika-Technik kamen im 16. Jahrhundert zunächst in Südtirol und bald auch nördlich der Alpen die Fayenceöfen auf. Sie wurden nicht aus Reliefkacheln, sondern aus Kacheln mit glatter Oberfläche zusammengesetzt. Eine weiße Zinnglasur diente als Malgrund – und ermöglichte bildliche Darstellungen, die nicht mehr an Kachelformate gebunden waren. Ihre wahre Blütezeit erlebten diese bemalten Öfen erst später: Vor allem die Schweizer Ofenbauer, auch Hafner genannt, lieferten im 17. und 18. Jahrhundert meisterlich bemalte Fayenceöfen. Die berühmten Exemplare aus Winterthur oder Steckborn schmückten manchen Prunksaal in Schlössern und Klöstern.
In den Jahren 1682 bis 1687 wurde das schon seit dem Spätmittelalter bestehende Patrizierhaus von Johannes Albrecht, einem der letzten großen Isnyer Handelsherren, umgebaut und im frühbarocken Stil ausgestaltet. Dabei wurde im Festsaal des 2. Stockwerks der Kaminturmofen aus Winterthur eingebaut, da Johannes Albrecht Beziehungen in die Schweiz hatte und diese Fayence-Kachelöfen kannte. Er stammt vom Winterthurer Hafner Abraham Pfau, einem Nachkommen des ersten berühmten Winterthurer Hafners Ludwig Pfau. Dort im Rathaus von Isny ist er unverändert erhalten geblieben, denn aus dem Ofen eines reichen Bürgers wurde der Ofen im Fest- und Sitzungssaal der Reichsstadtbürger.

### Ofenzerlegung während der Rathausrenovierung
In den 1970er Jahren war eine Rathausrenovierung unumgänglich geworden. Deswegen musste der Kachelofen zerlegt und in Einzelteilen zwischengelagert werden. Für den Ofen war es eine Chance, vollständig überholt und um die fehlenden Kacheln ergänzt zu werden. Diese waren früher mal aus dem Ofenturm herausgenommen worden, damit beim Heizen die Luft besser zirkulieren konnte. Sie wurden von der Keramikerin Traudl Fleiner nach Winterthurer Vorbildern nachgearbeitet, die Textkacheln wurden von Gustl Halter gefertigt.

## Darstellungen der Bildkacheln

### Emblematik der Barockzeit
Der Kachelofen ist ein Beispiel für die Emblematik der Barockzeit, in der diese Kunstform des „Emblems“ sehr beliebt war. Ein Emblem bestand damals aus drei Teilen:
1. Ein Bild (Icon, Imago, Pictura), das über das zu Sehende hinausweist.
2. Ein Zitat (Lemma), meist lateinisch, oft bis zur Rätselhaftigkeit verkürzt,
3. Ein dichterischer Text (Subscriptio), mit meist belehrender Erkenntnis.

Es war damals eine Spielerei gescheiter, gebildeter Leute. Es war eine Kunstwelle, in der auch vieles variiert und bekannte Einzelheiten in neue Zusammenhänge gestellt wurden.

### Beispiel: Jakobs Segenerschleichung

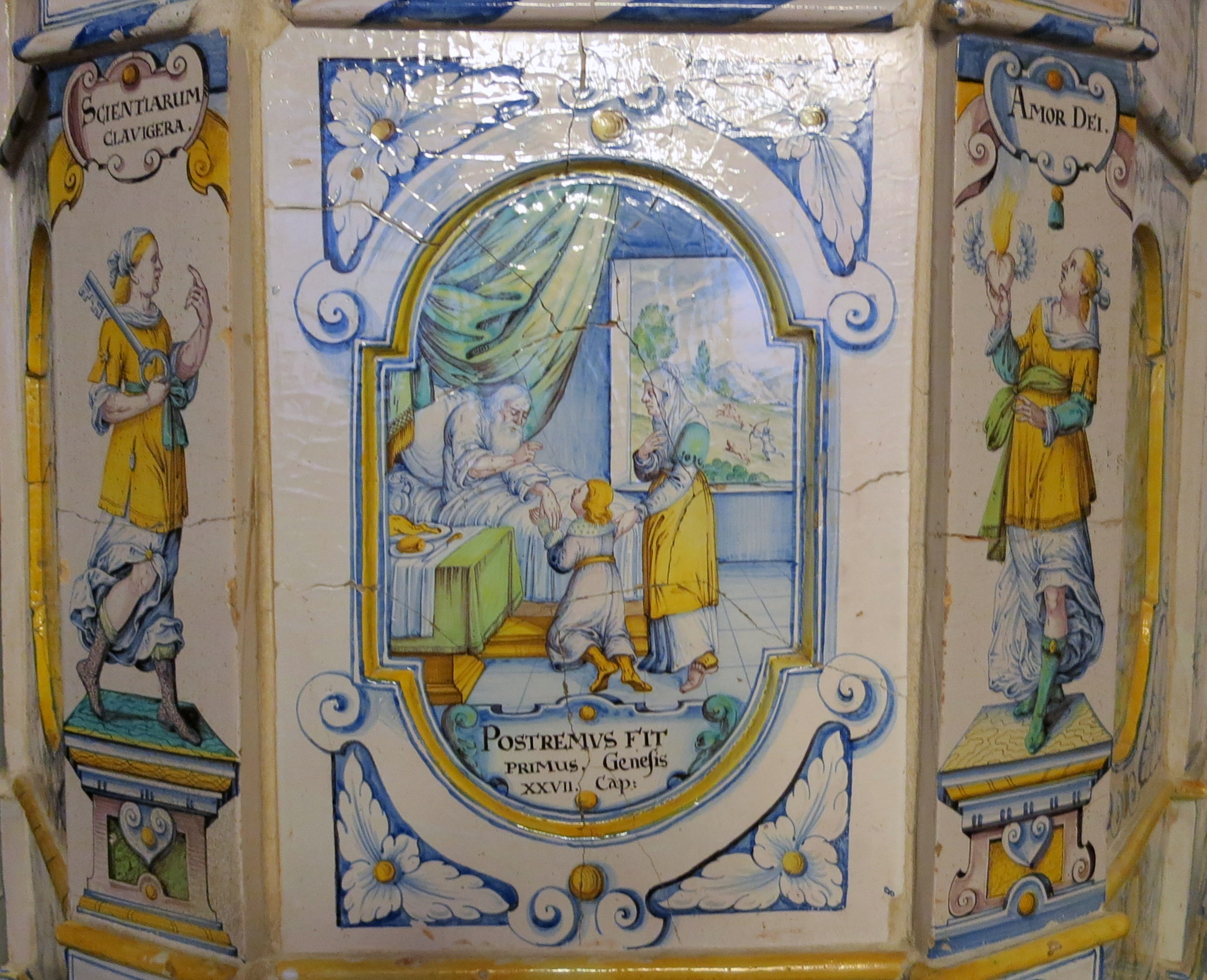
Bildkachel: Der blinde Isaak segnet Jakob, Esau ist auf der Jagd, Mutter Rebekka fördert den Betrug

In dieser Bildkachel ist die bekannte Szene aus dem Alten Testament, Genesis 27, 19–30 abgebildet.
Über ihr steht das lateinische Zitat (Lemma): „Postremus fit primus“ (Es bedeutet: Der Letzte wird der Erste sein)
Darunter ist die Textkachel mit dem Fünfzeiler angebracht:
Jacob vermacht die Händ mit Fellen

tut für den Esau sich anstellen:

bekommt vom Vater so den Segen,

weil Esau wollt ein Wild erlegen.

Gott gönnt's den Frommen allewegen.
Die Interpretation des Geschehens, die auch hier durch den fünften Vers gegeben ist, lässt keinen Zweifel daran, dass Jakob trotz seiner Gaunerei der von Gott begünstigte Auserwählte ist. Man kann vermuten, dass der Auftraggeber des Ofens, der christliche Kaufmann Albrecht, ein Interesse an einer Botschaft dieser Art hatte: „Wenn Du ein 'Frommer' bist, kannst du auch einmal etwas riskieren.“

### Bild-, Text- und Schmuckkacheln
Der Ofen weist eine große Zahl von Bild- und Spruchkacheln auf. Jeder Teil des Ofens ist weiterhin durch Schmuckkacheln verziert, an den Ofenfüßen sind es Männerköpfe, ganz oben im Kranz des Turms sind es Frauengesichter, weiterhin gibt es Früchte jeglicher Art. In der Mitte des Ofenturms befindet sich eine große Kranzkachel mit dem Doppelwappen des Ehepaars Albrecht und der Jahreszahl 1685. Eine kleine Kachel mit der schlecht geschriebenen Beschriftung „Abraham Pfauw, Haffner zu Windtertur, 1685“ gibt es an anderer Stelle.
Die 50 Text- und Bildkacheln sind in der Weise emblematisch einander zugeordnet, dass ihre Interpretation einen Einblick in die Wertevorstellungen eines damaligen christlichen Kaufmanns gibt. Dieser Albrecht fühlt sich wohl in gleichem Maße seinem Gewissen und dem Geschäftserfolg verpflichtet, und er kokettiert mit seiner klassischen Bildung. Bibelkenntnisse werden in dieser Zeit bei allen normalen Christen vorausgesetzt.
Die biblische Gestalt des Patriarchen Jakob, dem ein Teil der Kacheln gewidmet ist, steht im Mittelpunkt. Obwohl er sehr trickreich ist, wird er dennoch von Gott begünstigt. Wer die Jakobsbilder und -texte, aber auch die allegorischen Figuren und die dazu gehörenden Vierzeiler auf dem Isnyer Kachelofen genau betrachtet, wird die Zeitlosigkeit der dargestellten Sachverhalte erkennen.

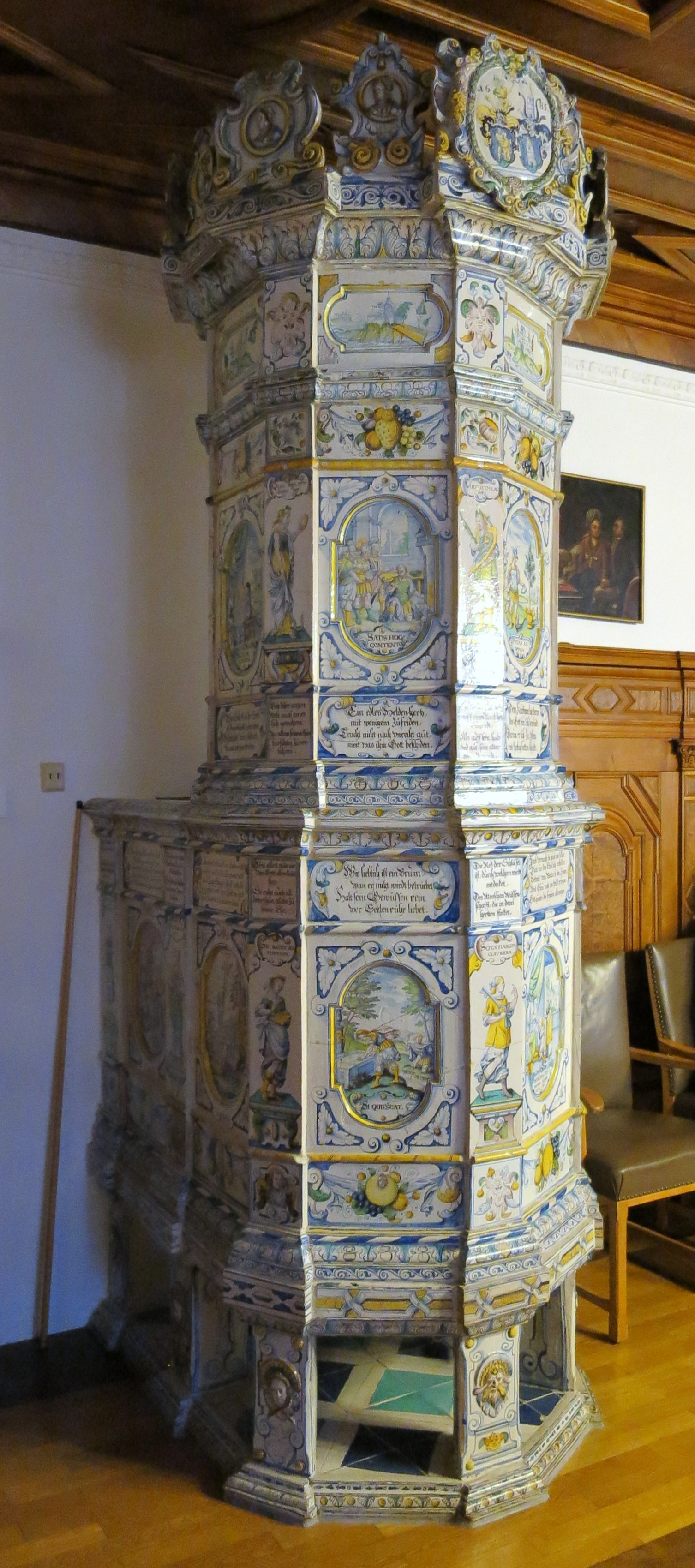
Die andere Seite des Ofens
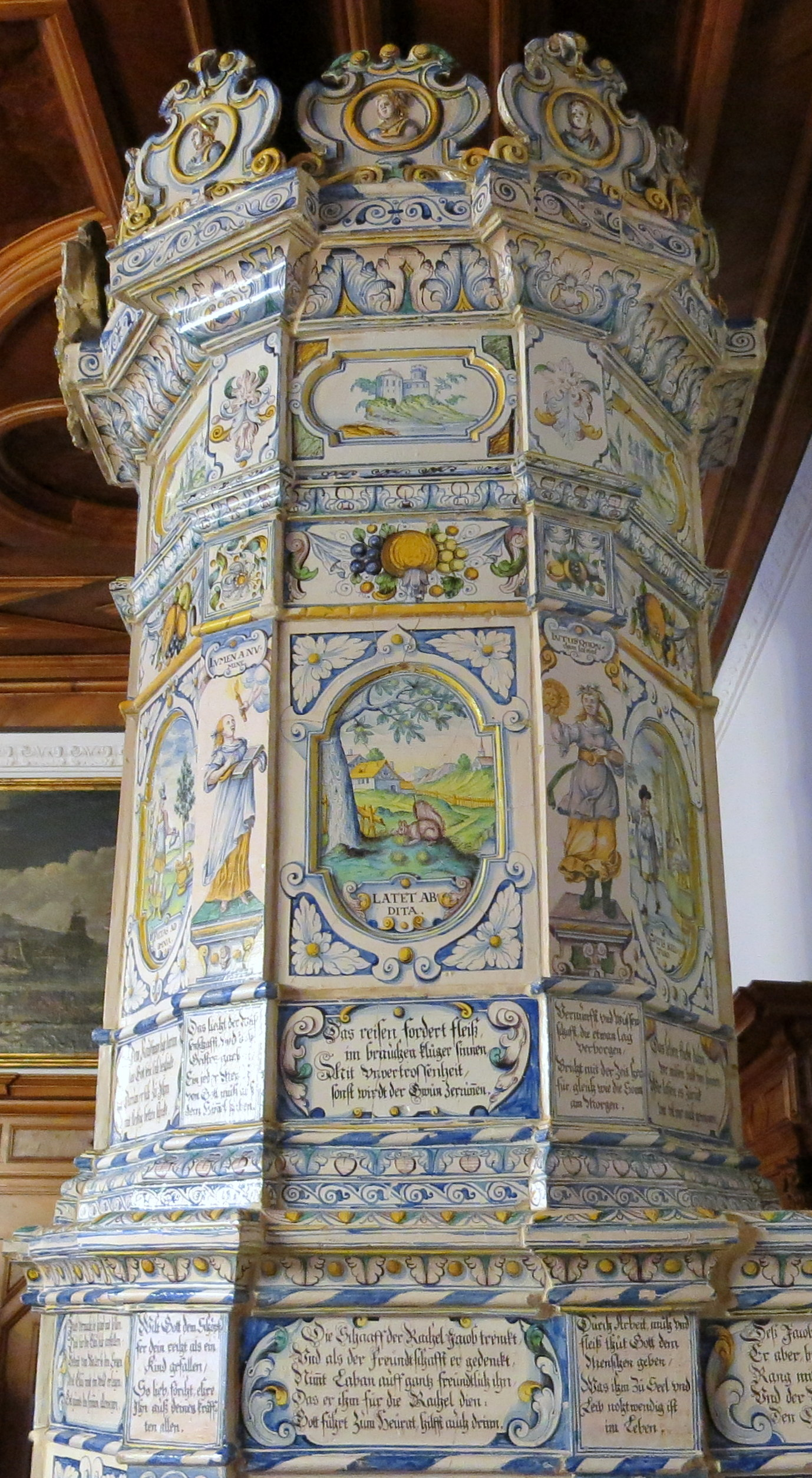
Der Turm des Ofens
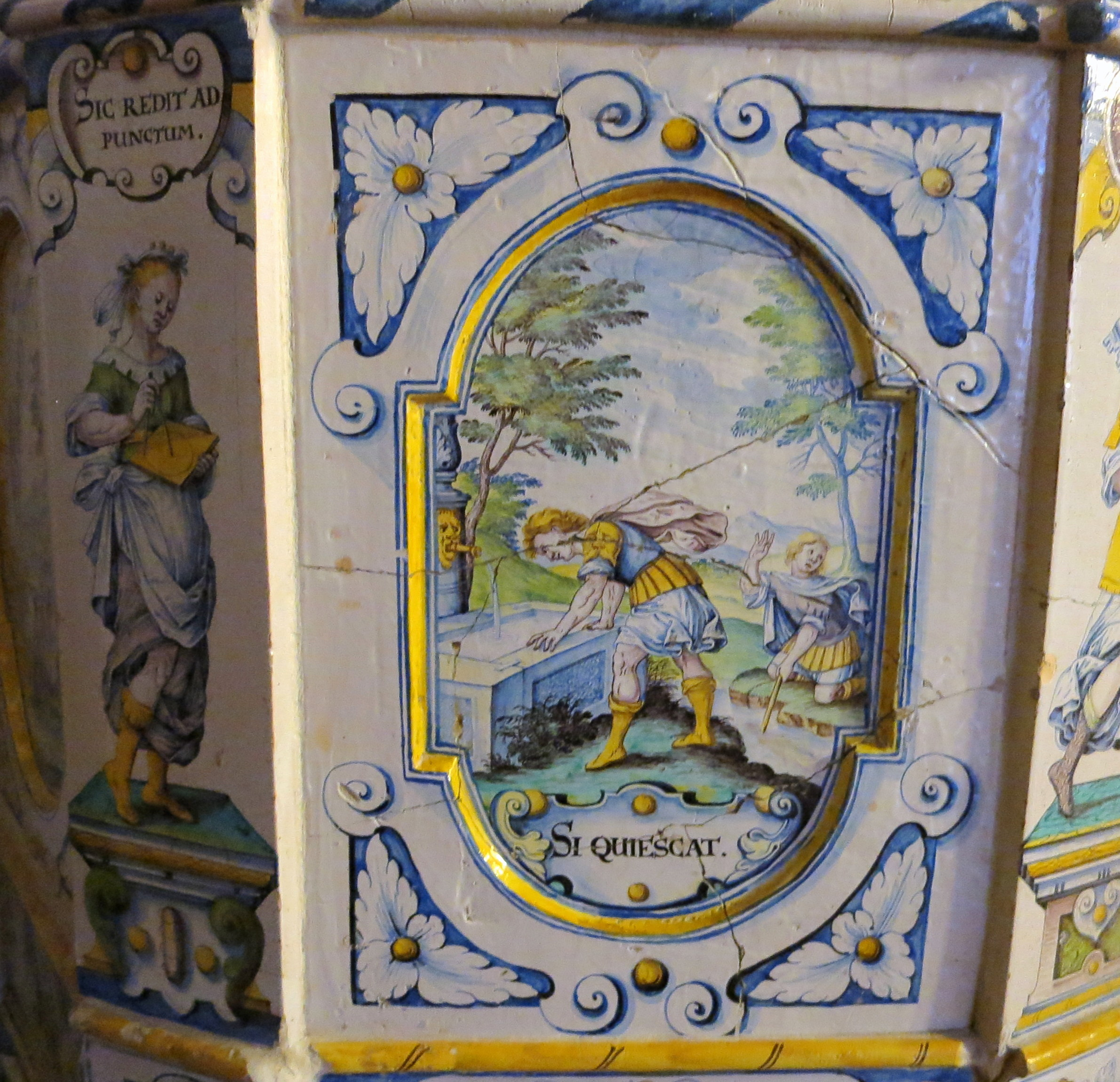
Bildkachel mit dem Lemma „Si Quiescat“
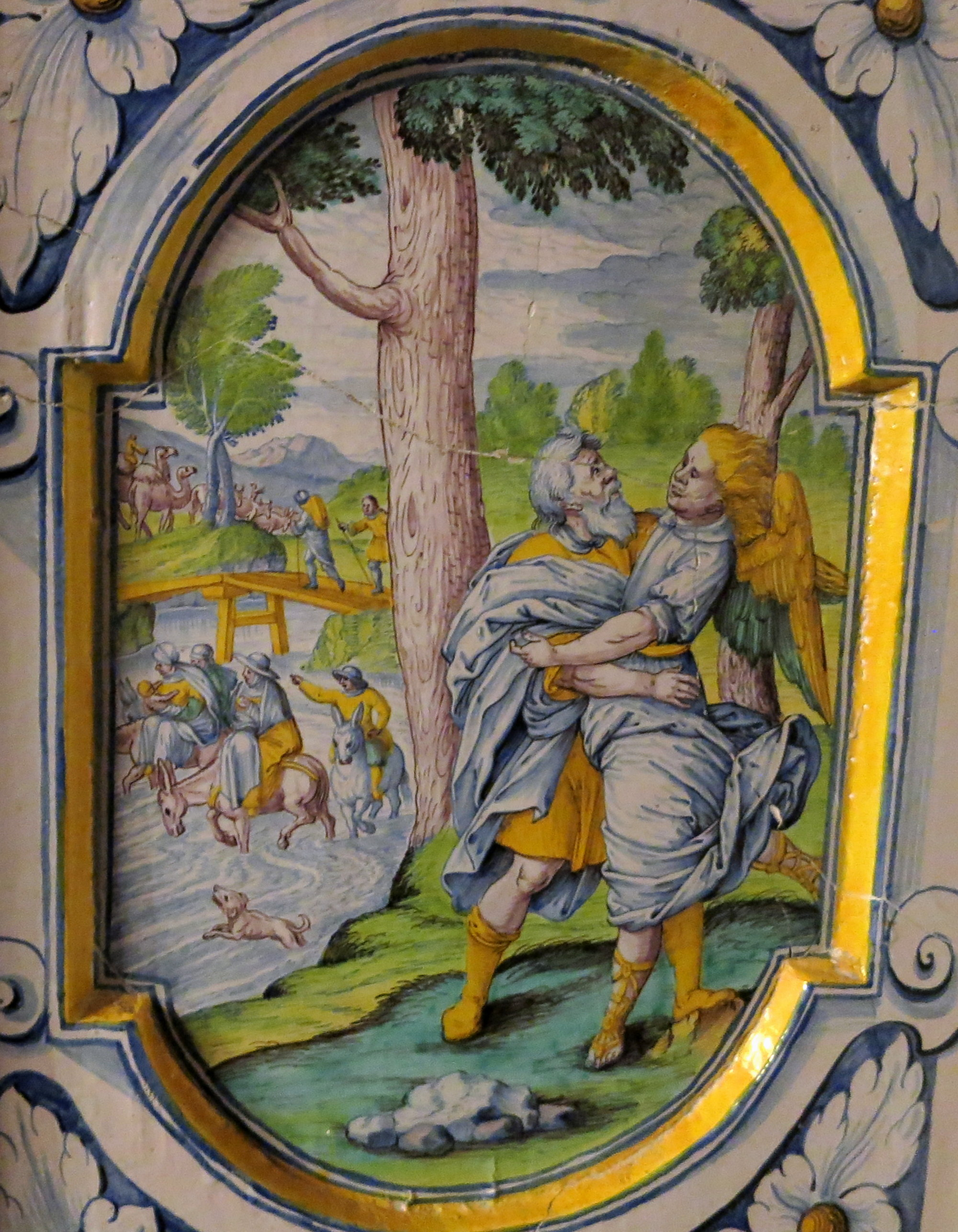
Bildkachel mit „Jakobs Ringkampf mit dem Engel“
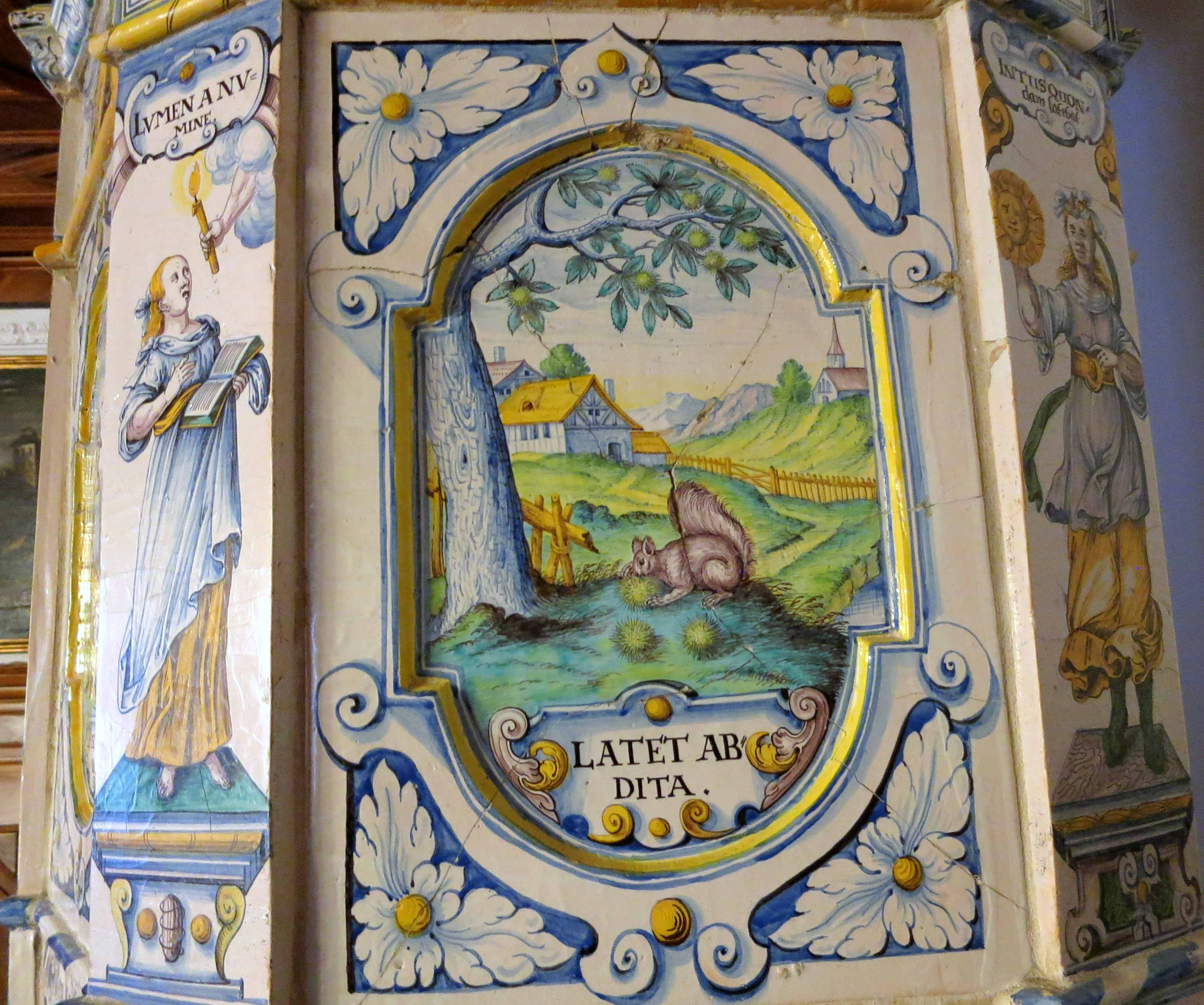
Bildkachel mit Eichhörnchen und Lemma „Latet abdita“ (Es verbirgt sich das Versteckte)

## Kulturdenkmal

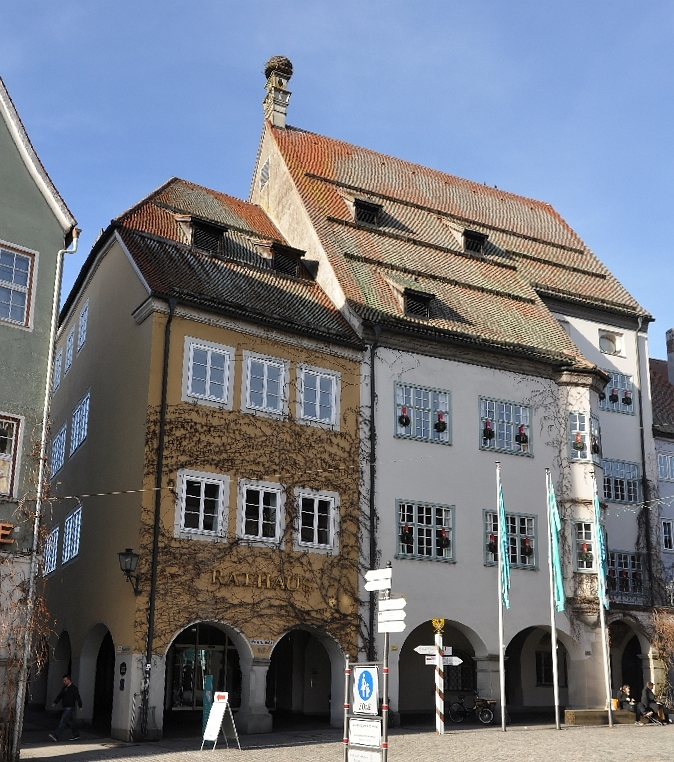
Das Isnyer Rathaus, umgebaute ehemalige Patrizierhäuser

Das in Ecklage zur Espantorstraße stehende, teils drei-, teils viergeschossige Rathaus mit massiv gemauerten und verputzten Vollgeschossen ist aus drei ehemaligen Patrizierhäusern zusammengewachsen. Im Inneren gibt es eine reiche Ausstattung mit Täfelungen und Stuckaturen. Der nördliche, höhere Gebäudeteil wurde 1733 von der Stadt erkauft und als Rathaus eingerichtet. In ihm befindet sich der Winterthurer Kaminofen.
Der den Stadtbrand von 1631 überdauernde Gebäudekomplex ist als Rathaus ein wichtiges Zeugnis für die Stadtgeschichte von Isny. An der Erhaltung des Anwesens besteht aus wissenschaftlichen, künstlerischen und heimatgeschichtlichen Gründen ein besonderes öffentliches Interesse.
Es ist geschützt nach § 28 DSchG von Baden-Württemberg, auch die Ausstattung und somit der Ofen sind entsprechend geschützt.